# Diferença esperada de progênie
DEP significa Diferença Esperada de Progênie e é a tradução literal de Estimated Progeny Difference (EPD).
Na América do Sul, o  a utilizar a técnica das DEPs, contrariando o método tradicional de seleção de bovinos [[], o qual é resumido ao julgamento realizado por uma única pessoa (o denominado juiz) em feiras e exposições de animais. O problema desse tipo de seleção é que o juiz analisa apenas o estado atual dos animais que lhe são apresentados. Ele julga, portanto, o fenótipo dos bovinos, porém não tem como julgar a sua eficiência reprodutiva em relação à média da raça e igualmente não tem acesso a informações como precocidade sexual, regime alimentar, peso ao nascer, peso à desmama, peso ao ano, habilidade materna, etc. 
Nos Estados Unidos, desde o final da década de 1960, todos os bovinos da raça Angus, a primeira a utilizar DEPs, que participam de exposições precisam ter esses dados e os juízes selecionam os campeões com base no somatório do fenótipo mais as DEPs, já que apenas assim se pode realmente realizar um melhoramento genético. Atualmente, a Associação Americana de Angus inclusive não registra nenhum produto da raça Angus sem ter DEPs. No Brasil e nos demais países latino-americanos, enquanto isso, as DEPs não são obrigatórias para registrar animais e para participar de exposições.